# Maria Vinogradova
Pour les articles homonymes, voir Vinogradova.
Maria Sergueïevna Vinogradova (en russe : Мари́я Серге́евна Виногра́дова, née le 13 juillet 1922 à Navoloki (Union soviétique) et morte le 2 juillet 1995 à Moscou (Russie), est une actrice soviétique et russe.

## Biographie
En 1943, elle est diplômée du département de théâtre du VGIK, atelier de Grigory Roshal.
Maria Vinogradova est apparue dans plus d'une centaine de films de 1940 à 1995. En 1945-1949 et 1952-1991 - actrice du théâtre national d'acteur de cinéma. De 1949 à 1952, elle fut actrice dans la troupe du Théâtre dramatique du Groupe des forces soviétiques en Allemagne.

## Filmographie partielle

### Au cinéma
- 1940 : Les Sibériens (Сибиряки, Sibiryaki) de Lev Koulechov : Galka
- 1944 : Zoya (Зоя) de Leo Arnchtam : camarade de classe de Zoya (non créditée)
- 1944 : Il était une petite fille (Жила-была девочка) de Viktor Eïssymont : épisode
- 1944 : Nous, de l'Oural (Мы с Урала) d'Aleksandra Khokhlova et Lev Koulechov : Sonia
- 1945 : Rodnye polya : Klanka
- 1946 : L'Eléfant et la corde à sauterL (Slon i veryovochka) : voisine (non créditée)
- 1947 : La Dernière Étape (Ostatni etap) de Wanda Jakubowska : Nadia
- 1953 : The Boarder : Vaska
- 1956 : Volnitsa
- 1959 : Beauté Bien-Aimée (Krasa nenaglyadnaya)  (voix)
- 1960 : Résurrection (Воскресение) de Mikhaïl Schweitzer
- 1964 : Je m'balade dans Moscou (Я шагаю по Москве, aussi Romance à Moscou) de Gueorgui Danelia : propriétaire de chien
- 1965 : Trente-trois (Тридцать три) de Gueorgui Danielia : médecin
- 1965 : De sept à douze (Ot semi do dvenadtsati) : garçon (voix)
- 1966 : Des femmes : camarade d'Edouard (voix)
- 1966 : Chyort s portfelem : Maria Kolycheva
- 1969 : L'Entraîneur (Trener) de Yakov Bazelian : professeur principale
- 1969 : Tchaïkovski réalisé par Igor Talankine : celle qui signale Tchaïkovski à la police
- 1970 : Doroga domoy
- 1970 : Opekun : voisine
- 1972 : Smertnyy vrag : réfugiée
- 1973 : Adventures of Mowgli : jeune Mowgli (voix)
- 1974 : Vozle etikh okon : mère d'un marin
- 1974 : L'Obier rouge (Калина красная) de Vassili Choukchine : Zoya
- 1974 : Prichal : Polina Matveyevna
- 1975 : Le Hérisson dans le brouillard (Ежик в тумане) de Youri Norstein : Hedgehog (animation, court métrage, voix)
- 1975 : The Humpbacked Horse : Ivan (voix)
- 1975 : O chyom ne uznayut tribuny : mère de Boris (épisode Pobeda prisuzhdayetsya..., non créditée)
- 1975 : Au bout du monde (На край света..., Na kraï sveta) de Rodion Nakhapetov : Maria Vassilievna
- 1975 : Kontsert dlya dvukh skripok : jeune garçon (voix, non créditée)
- 1976 : Tryn-trava : Pakonya
- 1975 : La Dernière Victime (Последняя жертва) de Piotr Todorovski : Mikheievna
- 1976 : La Farce (Розыгрыш) de Vladimir Menchov
- 1977 : Rozygrysh : Anna Efremovna
- 1977 : Autrefois à Pochekhonie (Пошехонская старина, Poshekhonskaya starina) de Natalia Bondartchouk, Nikolaï Bourliaïev et Igor Khoutsiev
- 1977 : L'Ascension (Восхождение) de Larissa Chepitko : doyenne du village
- 1977 : Romance de bureau (Служебный роман) d'Eldar Riazanov : huissier
- 1977 : Cook Glasha
- 1977 : Assieds-toi à côté, Michka ! (Садись рядом, Мишка!, Sadis ryadom, Mishka!) de Yakov Bazelian : tante Nastia
- 1977 : Beda : Klava
- 1978 : Appelle-moi vers un lointain radieux (Позови меня в даль светлую) de Guerman Lavrov et Stanislav Lioubchine : femme au restaurant
- 1978 : Newcomer : tante Sacha
- 1978 : Malchishki
- 1978 : Tryasina
- 1978 : Volshebnyy golos Dzhelsomino : voisine de Gelsomino
- 1978 : Citizen Nikanorova Waits for You : voisine (voix)
- 1978 : Les Trois de Prostokvachino : Fyodor (court métrage, voix)
- 1979 : Fourth Height : voisine des Koroliov
- 1979 : Nedopesok Napoleon III
- 1979 : Sueta suet
- 1979 : Primite telegrammu v dolg : vendeuse
- 1980 : Le Garage : Employée avec un poulet
- 1980 : La femme est partie (Жена ушла) de Dinara Assanova : conductrice
- 1980 : Les Vacances à Prostokvachino (Каникулы в Простоквашино, Kanikouli v Prostokvachino) de Vladimir Popov
- 1981 : Ladies Invite Gentlemen : tante Klava
- 1981 : Khochu, chtoby on prishyol : tante Choura
- 1981 : De la vie des estivants (Из жизни отдыхающих) de Nikolaï Goubenko : Margo / Margarita Serafimovna
- 1982 : Ot zimy do zimy : tante Dacha
- 1983 : Grachi (ru) de Constantin Erchov : Evdokia
- 1983 : Ne bylo pechali : voisine
- 1983 : Find and neutralize : tante Pacha
- 1983 : Obeshchayu byt!
- 1983 : Nezhdanno-negadanno : Notaire
- 1983 : Zdes tvoy front
- 1983 : Ty moy vostorg, moe muchene...
- 1984 : Uragan prikhodit neozhidanno
- 1984 : Tretiy v pyatom ryadu
- 1984 : L'Hiver à Prostokvachino (Зима в Простоквашино, Zima v Prostokvachino) de Vladimir Popov : oncle Fiodor
- 1984 : The Tale of Tsar Saltan : cuisinière (voix)
- 1984 : Grazhdane vselennoy : Grand-mère de Dacha
- 1985 : Ryabinovye nochi : baba Manya
- 1985 : Vnimaniye! Vsem postam... : une femme (non créditée)
- 1985 : Solntse v karmane : Grand-mère
- 1985 : Ostorozhno, Vasilyok
- 1985 : Likha beda nachalo
- 1986 : Le Dossier personnel du juge Ivanova : méchante personne (voix, non créditée)
- 1986 : Salon krasoty : Verochka
- 1986 : Vremya svidaniy : Makaveikha
- 1986 : Udivitelnaya nakhodka, ili samye obyknovennyye chudesa
- 1987 : Ssuda na brak
- 1987 : Leto na pamyat
- 1987 : Rires et chagrins au bord de la Mer blanche (en) (Смех и горе у Бела моря) de Leonid Nossyrev (animation)
- 1988 : Improvizatsiya na temu biografii
- 1988 : Raz na raz ne prikhoditsya : vieille femme
- 1988 : Nochnoy ekipazh : enseignante
- 1988 : Volya vselennoy : vieille femme
- 1988 : Pyat pisem proshchaniya
- 1988 : Commentaire sur une demande de grâce (Комментарий к прошению о помиловании, Kommentariy k prosheniyu o pomilovanii) d'Inna Toumanian
- 1988 : Dvoe i odna
- 1988 : The Lady with the Parrot : mère de Sergueï
- 1989 : Interfille : Sergueïevna
- 1989 : Smirennoe kladbishche : gardienne de cimetière
- 1989 : Knyaz Udacha Andreevich
- 1989 : Two Arrows. Stone Age Detective : vieille femme
- 1989 : Carmen Horrendum
- 1989 : Avaria, fille d'un flic : controleur
- 1990 : Shakaly : scénariste
- 1990 : Shapka : Dasha
- 1990 : Komitet Arkadiya Fomicha : Praskovya Ivanovna
- 1991 : Anna Karamazoff : femme noire / concierge / assistant metteur en scène
- 1991 : Promesse du ciel
- 1991 : Le Cercle des intimes (Ближний круг) d'Andreï Kontchalovski : Fedosia
- 1992 : Wolfhound (en) de Mikhail Tumanishvili : voisine
- 1992 : Le Carré noir (Чёрный квадрат, Chyorny kvadrat) de Youri Moroz
- 1992 : Babochki : Emma Markovna
- 1992 : Vozdushnye piraty
- 1992 : Tantsuyushchiye prizraki
- 1992 : Sam ya - vyatskiy urozhenets : Varvara Kirpikova
- 1992 : Nash amerikanskiy Borya
- 1992 : Gongofer (Гонгофер) de Bakhyt Kilibaev : Old Woman in flat
- 1993 : Russkiy regtaym : Zinaida Petrovna
- 1993 : Testament de Staline (Zaveshchanie Stalina)
- 1993 : Pistolet avec silenceux (Pistolet s glushitelem)
- 1993 : Amour sauvage (Dikaya lioubov)
- 1994 : Police Academy : Mission à Moscou : Grand-mère
- 1994 : Les Aventures d'Ivan Tchonkine : Dounia
- 1994 : Khagi-tragger
- 1995 : Domovik i kruzhevnitsa
- 1996 : La Pionnière Mary Pickford (Пионерка Мэри Пикфорд, Pionerka Meri Pikford) de Vladimir Levine : Grand-mère de Choura
- 2011 : Le Maître et Marguerite (Мастер и Маргарита, Master i Margarita) de Iouri Kara : Annouchka (dernier rôle au cinéma)

### À la télévision
- 1977 : À propos du Petit Chaperon rouge : third grandmother (téléfilm)
- 1984 : Les Âmes mortes : Mavra (mini-série télévisée)
- 1984 : L'Homme invisible : lodger in a hood (téléfilm)
- 1996 : Un tramway à Moscou (Трамвай в Москве) de Jean-Luc Leon : Tasya (téléfilm)